# Terrorismo cristiano

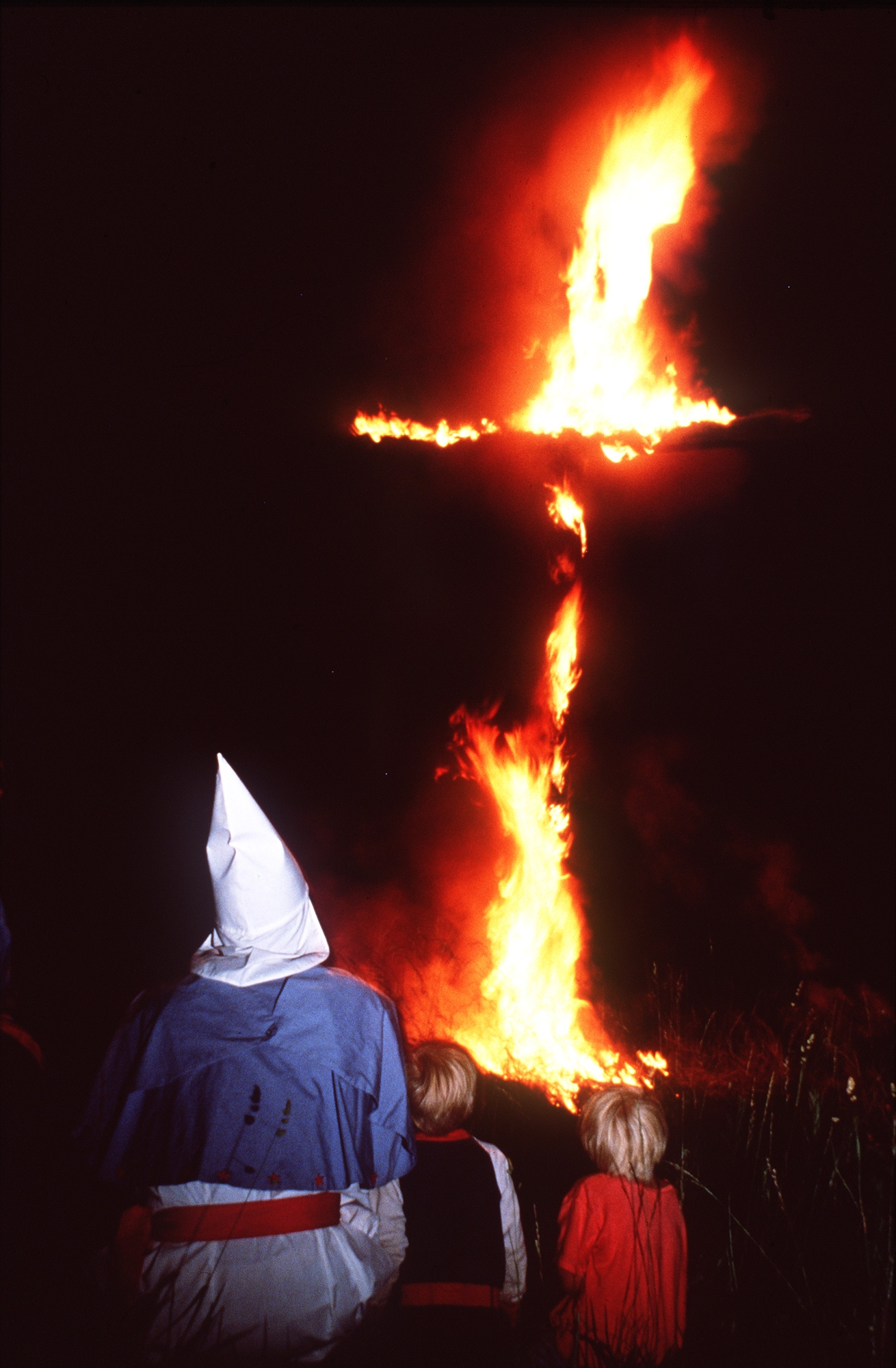
Joe Gosiniak, un membro del Ku Klux Klan osserva una croce bruciare insieme ai suoi figli. Foto scattata nell'ottobre 1987 a Oak Hill, nella contea di Jackson, nell'Ohio.

Il terrorismo cristiano è l'insieme delle attività di tipo terroristico condotte da gruppi o individui che nelle loro motivazioni fanno riferimento alle scritture e alla teologia cristiane.
È spesso basato su una lettura razzista o fondamentalista della Bibbia, in accordo con lo scopo e/o la visione del mondo di tali gruppi o individui. Queste interpretazioni sono tipicamente diverse da quelle delle denominazioni cristiane appartenenti alla cultura di massa.
Questi atti terroristici possono essere commessi contro altre confessioni cristiane, altre religioni, gruppi, organizzazioni, governi (solitamente secolarizzati), individui o società. Il cristianesimo può anche essere usato dai terroristi come strumento retorico per raggiungere obiettivi politici o militari o per azioni di proselitismo.
Tra questi gruppi terroristici si contano: organizzazioni paramilitari, culti, sette e insiemi di persone disomogenei con obbiettivi comuni. Alcuni di loro incoraggiano anche atti terroristici da parte di individui non affiliati alla propria organizzazione.
I gruppi paramilitari solitamente si prefiggono la creazione di una società basata su presupposti di superiorità etnica, politica e religiosa, 
molti degli altri gruppi hanno credenze religiose in contrasto con il cristianesimo convenzionale.

## Terminologia
Ci sono delle discussioni in ambito accademico sull'utilizzo del termine in quanto viene utilizzato per descrivere una vasta gamma di azioni e credenze.
La religione può essere citata come una delle principali motivazioni del terrorismo nei conflitti che comprendono cause etniche, economiche e politiche, come nella guerra in Bosnia ed Erzegovina. Nei casi come l'Esercito di resistenza del Signore o la rivolta dei Taiping le credenze dei fondatori differiscono significativamente da ciò che le maggiori confessioni cristiane professano ai loro fedeli e questo rende l'utilizzo del termine problematico, nonostante il fatto che il loro agire sia motivato dal loro credo religioso cristiano.
Questo termine può anche essere applicato a chi vuole incoraggiare il sostegno pubblico alla denigrazione di un gruppo o a chi vuole consentire l'uso di leggi più severe nel punire un gruppo o un individuo contrario ai "valori cristiani" a esso affini. L'intimidazione delle minoranze e/o degli sporadici atti di violenza verso di essi non vengono generalmente definiti terrorismo.
Tuttavia, nel 2014, la maggioranza degli americani di entrambi i maggiori partiti politici pensava che "gli attacchi (ndr. solitamente di matrice religiosa) ai centri per l'interruzione di gravidanza [dovrebbero] essere considerati terrorismo domestico".

## Storia
Il cristianesimo divenne rilevante durante l'Impero Romano, sotto la dominazione di Costantino il Grande (312-337 d.C.). A quel tempo si diffuse in tutta l'Asia occidentale a macchia d'olio e divenne la religione di stato dell'Armenia. Nel cristianesimo primitivo c'erano molte sette rivali che furono perseguitate, collettivamente, da alcuni governanti dell'impero. Non vi è, tuttavia, alcuna testimonianza di violenze indiscriminate o di tentativi di usare il terrore come un'arma religiosa da parte dei primi gruppi cristiani.
Storicamente, subito dopo che una particolare setta o credo cristiano otteneva il sostegno dello stato aumentava la violenza religiosa. Ciò, nel tempo, cambiò la posizione dei cristiani da perseguitati a persecutori nei confronti di chi professava altre religioni. In Europa, durante il Medioevo, l'antisemitismo cristiano aumentò e la Riforma protestante portò ad un aumento della violenza interdenominazionale. Come negli esempi moderni viene discusso in che misura questi atti fossero di natura religiosa e non etnica o politica.

### Congiura delle polveri

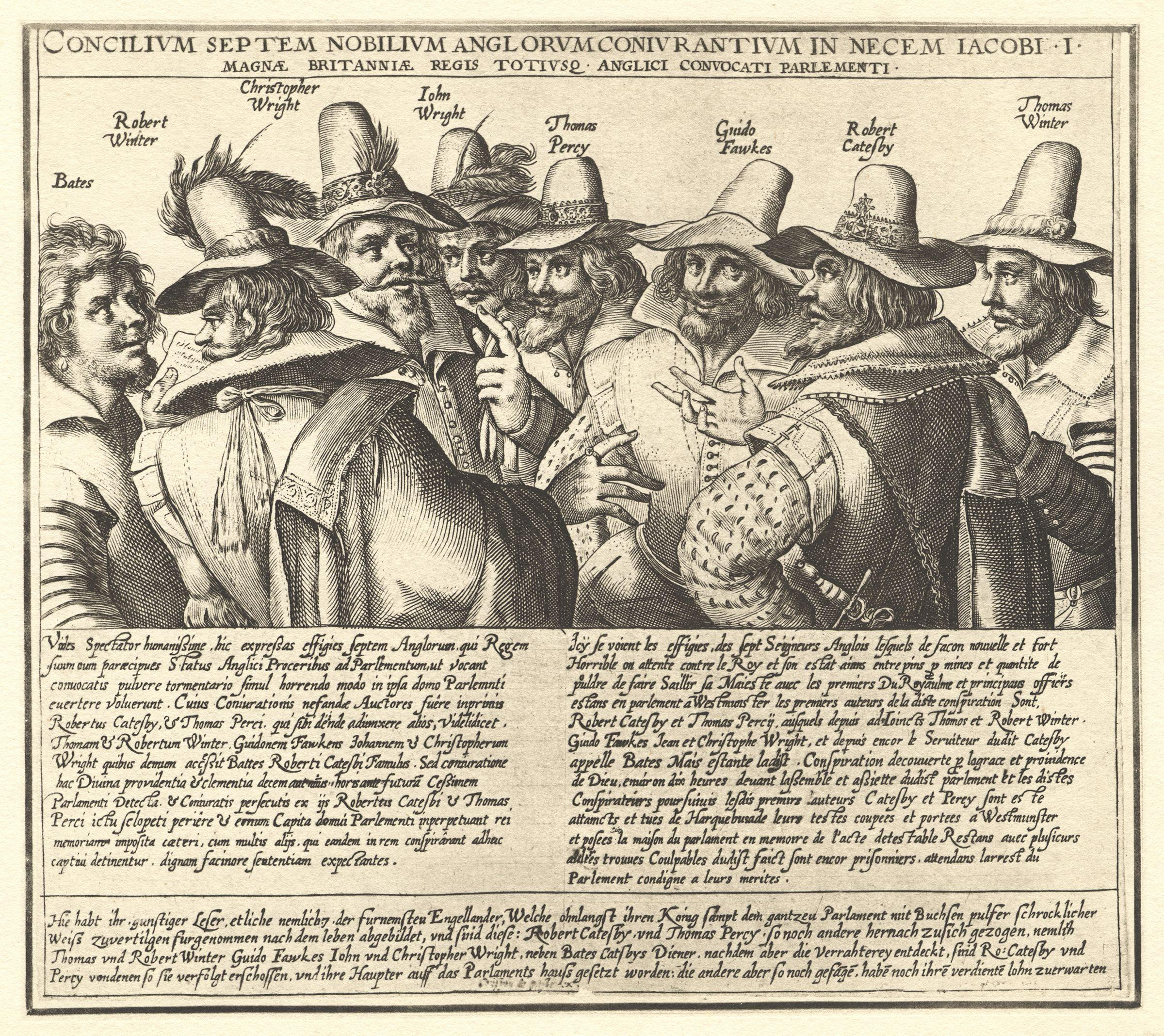
La congiura delle polveri (1605)

In Gran Bretagna nacque un forte conflitto religioso derivato dallo Scisma anglicano e dalla recrudescenza emersa in opposizione a esso. La congiura delle polveri del 1605 fu il tentativo fallito da parte di un gruppo di cattolici inglesi di assassinare il re anglicano Giacomo I e di far saltare in aria il palazzo di Westminster (sede del governo inglese). Sebbene il concetto di terrorismo religioso non fosse ancora stato considerato nel XVII secolo, David C. Rapoport e Lindsay Clutterbuck hanno sottolineato che la congiura, con il suo uso di esplosivi, precorse il terrorismo anarchico del XIX secolo. Sue Mahan e Pamala L. Griset hanno classificato il complotto come un atto di terrorismo religioso, affermando che "Guy Fawkes e i suoi complici giustificarono le loro azioni in termini di religione". Peter Steinfels definisce questo evento come "uno dei più notevoli episodi di terrorismo religioso della storia anglo-americana".

### Pogrom
In Romania, movimenti influenzati dai cristiani ortodossi come la Guardia di Ferro e Lăncieri, che sono stati definiti dallo Yad Vashem e dallo storico Stanley G. Payne, rispettivamente, antisemita e fascista, sono stati coinvolti nel pogrom di Bucarest e in omicidi politici durante gli anni 30.

### Ku Klux Klan

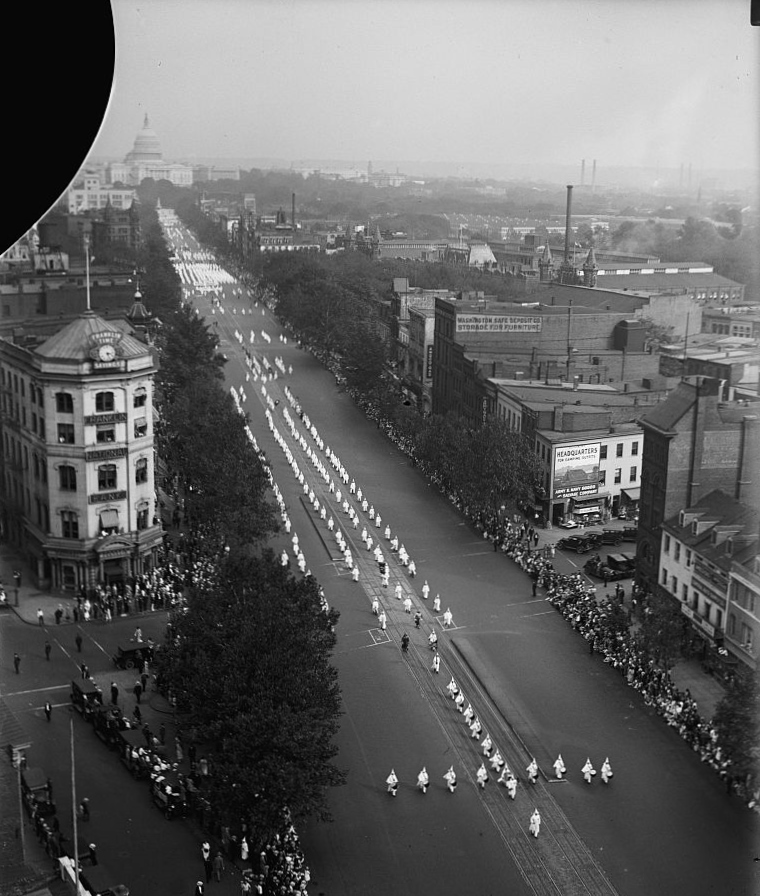
Parata del Ku Klux Klan a Washingotn, D.C (1926)

Dopo la guerra di secessione americana (1861-1865) alcuni degli ex soldati confederati si organizzarono e diedero vita al Ku Klux Klan (KKK) che originariamente era un club indirizzato alla socializzazione. L'anno successivo fu rilevato da alcuni elementi che diedero vita ai "cavalieri del Klan". Il gruppo, da quel momento in poi, si vide protagonista di incendi, pestaggi, distruzione di proprietà pubbliche e private, linciaggi, omicidi, stupri, umiliazioni, torture e intimidazioni. Presero di mira in particolar modo: gli schiavi appena liberati, i carpetbagger, gli scalabridi, l'esercito dell'Unione e gli attivisti politici contrari alla loro visione del mondo. Il gruppo parve scomparire negli anni Settanta dell'Ottocento ma nel 1915 in Georgia, durante un forte periodo di xenofobia e anticattolicesimo, si formò una nuova iterazione guidata dai protestanti. Questa nuova versione ampliò notevolmente la sua portata geografica e i suoi obiettivi rispetto a quelli del Klan originale.
Autodefinendosi anti-cattolico il Klan del 1915 aveva un'ideologia terroristica protestante basata sull'ideale di "ristabilire i valori cristiani protestanti in America con ogni mezzo possibile". Per compiere questo obbiettivo si imponeva l'eliminazione di: ebrei, cattolici e altre minoranze sociali, etniche e religiose così come delle persone che si impegnavano in pratiche "immorali" come adulteri, cattivi debitori, giocatori d'azzardo e tossicodipendenti. L'organizzazione sosteneva anche che "Gesù fu il primo Klansman". Sebbene tra i giuramenti dei membri del KKK c'è quello di difendere la moralità cristiana praticamente ogni congregazione e credo cristiano strutturato lo ha ufficialmente denunciato prendendone le distanze.
A partire dal 1915 i Klansmen della "seconda era" diedero inizio alle croci bruciate (adattate dalle scene del film Nascita di una nazione del 1915) sia per intimidire le loro vittime ma anche per dimostrare il loro rispetto e riverenza per Gesù Cristo. 
Il rituale delle croci fiammeggianti era parte di un simbolismo cristiano che comprendeva preghiera e inni cantati. Le moderne organizzazioni legate al Klan sono coinvolte in atti di terrorismo domestico negli Stati Uniti.

### Irlanda del Nord

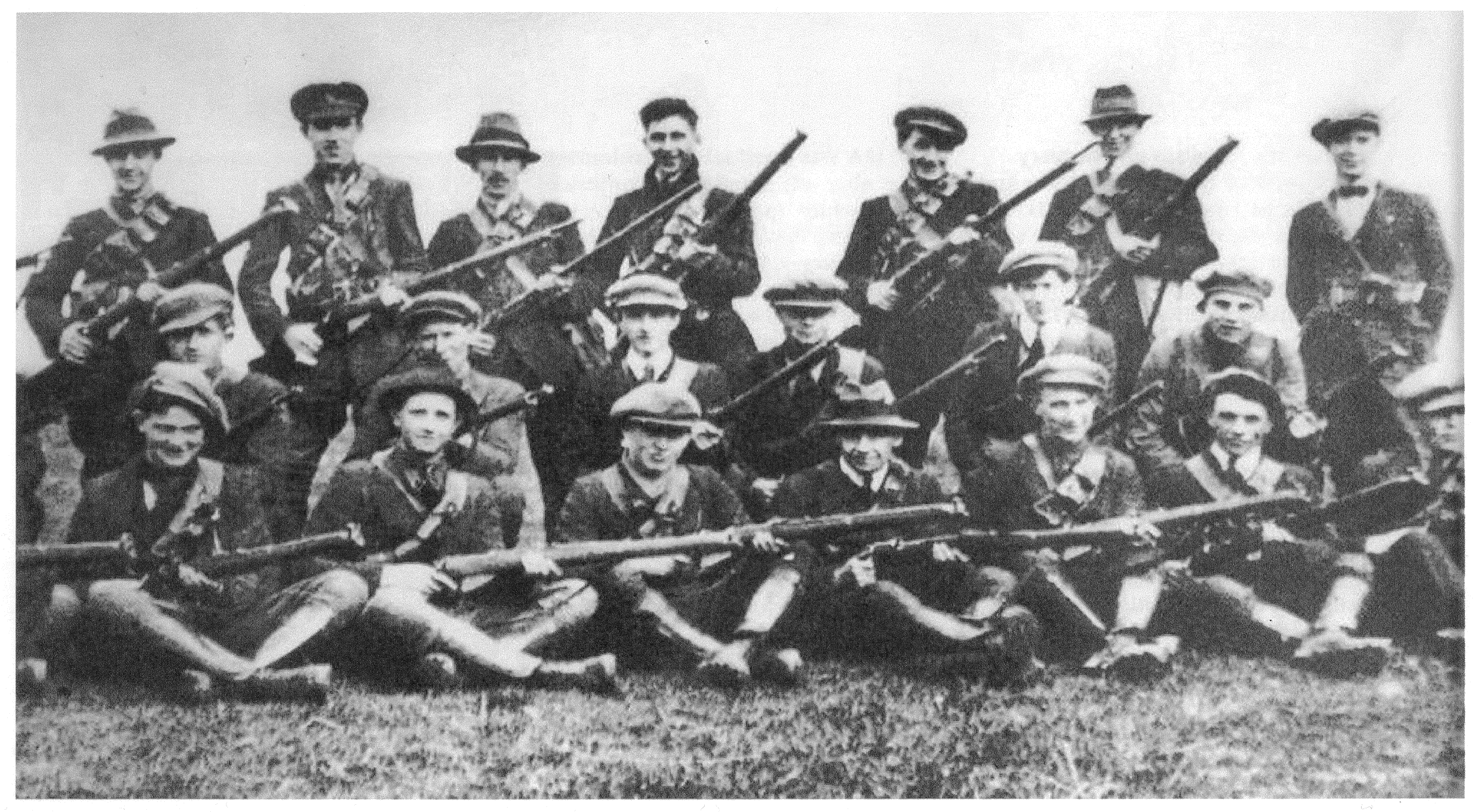
Una foto di alcuni membri dell'"Irish Republican Army"

Atti terroristici, con varie motivazioni, furono commessi da lealisti e repubblicani durante il conflitto in Irlanda del Nord.
Sebbene la maggior parte dei lealisti fossero protestanti e la maggior parte dei repubblicani fossero cattolici, questo è generalmente considerato un conflitto etnico-nazionalista che non aveva natura religiosa.
Alcuni degli esperti che aderiscono a questo punto di vista come Philip Purpura, Richard Jenkins e John Hickey sottolineano l'importanza delle motivazioni religiose in quello che Purpura ha chiamato "sovrapposizione" tra terrorismo religioso e terrorismo nazionale o etnico. 
Tuttavia, il professor Mark Juergensmeyer ha sostenuto che, in alcuni casi, si è trattato di atti di terrorismo religioso o motivati dalla religione.
I professori Jonathan Matusitz, critico delle religioni, e Ayla Hammond Schbley, un'esperta di antiterrorismo, a proposito della Provisional IRA hanno scritto che si tratta di terroristi cristiani, 
una definizione che è in contrasto con molti altri analisti.
Il professore di sociologia Steve Bruce ha scritto che la maggior parte dei lealisti paramilitari e politici sono fondamentalmente diversi dalle organizzazioni islamiche come Hezbollah, in quanto considerano la religione e la politica come sfere separate dato che non sostengono l'uccisione sulla base dell'eresia percepita; tuttavia, ha individuato tre piccoli gruppi di lealisti dissidenti Orange Volunteers, Loyalist Volunteer Force e Red Hand Defenders come gruppi terroristici motivati da ciò che chiamava "immaginario cristiano" predicato dagli evangelisti protestanti.
Il leader degli Orange Volunteers, il pastore Clifford Peeples, ha giustificato i loro attacchi contro chiese cattoliche sulla base del fatto che erano "bastioni dell'Anticristo".

### Filippine
Ilaga (1971–1979) fu un gruppo estremista cattolico, anti-islamico, con sede nel sud delle Filippine. Il gruppo fu composto prevalentemente dai Bisaya (soprattutto Ilonggo), che abbracciarono una forma di cattolicesimo popolare caratterizzato dall'uso di amuleti e della violenza. Dal marzo 1970 al gennaio 1972 l'Ilaga commise 22 massacri causando la morte di centinaia di civili musulmani. Il gruppo si rese anche colpevole di "mutilazioni" e di "marchiare le sue vittime con una croce". Fu anche il responsabile di molti incendi e di diversi saccheggi ai danni di case e proprietà private. Ilaga commise il suo gesto più noto il 19 giugno 1971 quando uccise tra i 70 e i 100 civili Mori all'interno di una moschea. Nel 2008 il gruppo rinacque sotto il nome di "New Ilaga" e si rese responsabile, nel novembre di quello stesso anno, dell'omicidio di cinque civili musulmani in un'imboscata avvenuta nella provincia di Lanao del Norte.

### Inizio del terrorismo moderno
Mark Juergensmeyer, ex presidente dell'American Academy of Religion, ha sostenuto che c'è stato un aumento globale del nazionalismo religioso dopo la Guerra fredda a causa di un crollo post-coloniale della fiducia nei modelli occidentali di nazionalismo e dell'aumento della globalizzazione. 
Juergensmeyer definisce i terroristi cristiani contemporanei come parte degli "attivisti religiosi che, dall'Algeria all'Idaho, sono arrivati ad odiare i governi laici con una passione quasi trascendente e sognano cambiamenti rivoluzionari che stabiliscano un ordine sociale divino tra le macerie di ciò che i cittadini della maggior parte le società laiche considerano democrazie moderne ed egualitarie".
Secondo l'esperto di terrorismo David C. Rapoport è in essere approssimativamente dal 1979 ad oggi unʾ"onda religiosa", o ciclo, di terrorismo, nel quale ha un ruolo predominante il terrorismo islamista, ma è presente anche il terrorismo di cristiani e di altri gruppi religiosi che potrebbero essere stati influenzati dal terrorismo islamista.

## Motivazioni
Numerosi individui e gruppi hanno citato la loro fede cristiana e la Bibbia per motivare i loro atti terroristici; ciò può significare che vedono il cristianesimo come una parte preponderante della loro identità e che la considerano superiore o minacciata da un gruppo di una diversa religione o non conforme alle proprie idee. Tutti i tipi di gruppi terroristici, indipendentemente dalla religione, hanno una complessa interrelazione con la psicologia e la sanità mentale, tuttavia solo una minoranza di chi partecipa al terrorismo ha dei disturbi clinici diagnosticabili. 
Il cristianesimo può anche essere considerato come un motivo per ispirare i seguaci o per ottenere il favore e la protezione politica. Tutte queste motivazioni non sono indipendenti e spesso si intrecciano in modo complesso.

### Il cristianesimo come identità
La religione è spesso strettamente legata all'identità etnica, alla posizione economica e all'immagine di sé. Se un gruppo di cristiani si sente minacciato la religione è un punto d'incontro globalmente riconoscibile, culturalmente rilevante e utile per creare un gruppo d'individui che si identifica con determinati canoni. Come nel caso delle guerre jugoslave o l'Esercito di resistenza del Signore (in Uganda) i terroristi possono identificarsi come cristiani ma non essere motivati da alcuna particolare interpretazione della fede cristiana.
Il terrorista Anders Breivik, responsabile degli attentati del 22 luglio 2011 avvenuti in Norvegia, si è definito "culturalmente cristiano" senza però rivendicare forti credenze religiose ma dichiarando che il suo gesto era legato al "salvataggio dell'Europa cristiana". In questo caso l'uso del cristianesimo serve come strumento per legittimare la violenza e per rivendicare la solidarietà con un gruppo sociale più ampio. In questi casi il cristianesimo è un'etichetta e non ha necessariamente una connessione con qualsiasi credenza o pratica cristiana strutturata. Questa identità culturale cristiana è spesso rafforzata nella mente del terrorista dai mezzi di comunicazione di massa e gruppi antigovernativi che, attraverso il sensazionalismo, possono polarizzare le opinioni o amplificare una minaccia. Tramite delle modalità analoghe possono essere colpite anche persone che non necessariamente appartengono ad altri gruppi religiosi ma che non rispettano i canoni voluti dalla dottrina dei terroristi, come le persone LGBT o qualsiasi altro gruppo non completamente conforme.
Quando il gruppo avverso è comunque cristiano e con delle pratiche abbastanza similari ma appartiene a una denominazione diversa viene spesso denunciato come "non cristiano" o "anti-cristiano". Un esempio è quello del leader nord irlandese degli "Orange Volunteers", un gruppo che si definiva fondamentalista protestante, che difendeva i loro attacchi contro le chiese cattoliche sostenendo che erano "bastioni dell'Anticristo".

### Interpretazioni della morale o della teologia cristiana
I perpetratori degli atti terroristici citano le loro forme, spesso individuali o di nicchia, di cristianesimo per giustificare e motivare le loro azioni. Come accade spesso con gli attacchi alle cliniche per l'interruzione di gravidanza o contro le persone LGBT i colpevoli usano una visione negativa da parte di molteplici confessioni ufficiali per motivare i propri atti violenti; ma alcuni di loro possono anche avere una teologia del tutto individuale che non riguarda alcun dogma cristiano stabilito da un clero e sostenuto da un numero considerevole di persone.

### Salute mentale
La mancanza di sanità mentale è complessa da individuare ed è abbastanza raro che, salvo forme specifiche, porti a comportamenti intenzionalmente violenti. È molto complesso determinare una statistica legata alla salute mentale dei terroristi a causa di un enorme insieme di fattori tra i quali: la difficoltà di reperire i soggetti che rientrano nella fattispecie trattata, la volontà dell'individuo di sottoporsi alle analisi, il contesto e la cultura di riferimento. Uno studio ha rilevato che circa il 53% dei singoli terroristi, poco prima di eseguire un attentato, vive socialmente isolato. 
Le persone appartenenti a gruppi terroristici organizzati hanno solitamente meno probabilità di avere una malattia mentale rispetto alla popolazione generale, probabilmente ciò è spiegabile con i rigidi criteri di selezione di tali gruppi. È stato stimato che una malattia mentale non è mediamente un fattore limitante per l'esecuzione di attacchi complessi.

## Atti terroristici
I terroristi che sostengono di avere una motivazione cristiana possono agire da soli o in gruppo. Spesso è difficile determinare se l'autore ha agito completamente da solo o se è stato ispirato da un gruppo religioso e/o politico. Lo stesso problema esiste con il "terrorismo islamico" o di qualsiasi altra matrice religiosa o politica.

### Violenza contro l'aborto
Il 16 luglio 2001 Peter James Knight entrò nella Fertility Clinic di East Melbourne, un fornitore privato addetto all'interruzione di gravidanza, portando un fucile e altre armi tra cui 16 litri di cherosene, tre accendini, torce e una nota scritta a mano che riportava "Ci dispiace avvisare che a seguito di un incidente mortale che ha coinvolto alcuni membri dello staff siamo stati costretti a cancellare tutti gli appuntamenti". Knight, in seguito, dichiarò che "intendeva massacrare tutti i presenti nella clinica" e "attaccare tutte le cliniche per aborti di Melbourne". Sviluppò artigianalmente diversi dispositivi per bloccare le porte al fine di trattenere tutti i pazienti e il personale all'interno della clinica per non farli scappare mentre li inzuppava con il cherosene. Sparò al petto al 44enne Stephen Gordon Rogers, una guardia giurata, uccidendolo. Il personale e i clienti riuscirono a sopraffarlo poco dopo. Se non fosse stato fermato avrebbe probabilmente ucciso altre 41 persone (15 membri dello staff e 26 pazienti). Secondo lo psichiatra Don Sendipathy la motivazione di Knight fu un'interpretazione della Bibbia che lo convinse nella volontà divina di una crociata antiabortista.
Eric Robert Rudolph eseguì, nel 1996, un attentato al Centennial Olympic Park così come, successivamente, attaccò una clinica per aborti e una discoteca lesbica. Michael Barkun, un professore della Syracuse University, definì Rudolph con l'appellativo di terrorista cristiano mentre James A. Aho, professore all'Idaho State University, dichiarò che le motivazioni religiose ispirarono Rudolph solo in parte.
Il dottor George Tiller, uno dei pochi medici negli Stati Uniti a fornire aborti tardivi in gravidanza, era il bersaglio di frequenti violenze da parte degli anti-abortisti e fu ucciso nel 2009 da Scott Roeder mentre si trovava nel foyer della sua chiesa. Un testimone disse alla corte che il signor Roeder entrò nell'atrio, mise una pistola alla testa del dottore e premette il grilletto. Al processo il signor Roeder ammise di aver ucciso il dottor Tiller con la motivazione di averlo fatto per "proteggere i bambini non ancora nati". Fu condannato per omicidio di primo grado e condannato all'ergastolo. Alla sua condanna disse alla corte che il giudizio di Dio avrebbe "spazzato via questa terra come un vento di prateria".
James Kopp fu condannato per l'omicidio del dottor Barnett Slepian, un ostetrico che forniva servizi legati all'interruzione di gravidanza nella zona di Buffalo, e venne considerato un sospettatto di diverse sparatorie avvenute ai danni di cliniche per aborti del Canada. Secondo gli atti nell'ottobre del 1998 il signor Kopp si nascose nei boschi, dietro la casa del dottor Slepian, e gli sparò con un fucile di precisione, uccidendolo mentre si trovava nella sua cucina con la sua famiglia. Il dottor Slepian era appena tornato a casa dal servizio funebre per suo padre quando venne ucciso. Kopp trascorse diversi anni in fuga in Messico, Irlanda e Francia prima di essere catturato ed estradato negli Stati Uniti. Venne condannato con l'accusa di omicidio di secondo grado nel 2003 e fu condannato a 25 anni di carcere. Venne anche condannato all'ergastolo nel 2007 per un capo d'accusa federale separato dal primo processo. Le autorità canadesi sospettarono il signor Kopp anche di altri attacchi, letali e non, perpetuati con le medesime modalità contro altre persone legate all'interruzione di gravidanza. Venne anche accusato del tentato omicidio del 1995 ai danni del dottor Hugh Short, un medico dell'Ontario (sebbene le accuse fossero state ritirate dopo la sua prima condanna). La polizia canadese lo inserì anche tra i probabili sospetti per l'attacco del 1997 del Dr. Jack Fainman a Winnipeg e l'attacco del 1994 contro il Dr. Garson Romalis a Vancouver (che fu il primo attentato avvenuto in Canada legato alla pratica dell'interruzione di gravidanza).
Un attentato del novembre 2015 avvenuto in una Planned Parenthood a Colorado Springs portò alla morte di tre persone e al ferimento di nove. L'atto fu descritto come "una forma di terrorismo" dall'allora governatore del Colorado John Hickenlooper. L'assassino, Robert Lewis Dear, venne descritto come un uomo "delirante" che aveva scritto su un forum dedicato alla cannabis che chi ne faceva uso era un "peccatore" e che sarebbe "bruciato all'inferno fino alla fine dei tempi". Aveva elogiato la volontà di Dio dicendo che gli attacchi contro le cliniche per aborti sono "opera sua". L'ex moglie dichiarò che aveva messo della colla in un lucchetto di una clinica di Planned Parenthood per impedire l'esercizio dell'attività e per questo chiese i documenti giudiziari per il loro divorzio. Al processo disse: "Sostiene di essere un cristiano ed è estremamente evangelico, ma non segue la Bibbia nelle sue azioni. Dice che finché crede di essere salvato può fare tutto ciò che gli pare, è ossessionato dal mondo che sta per finire".

### Violenza contro le minoranze
Nel 1996 tre uomini - Charles Barbee, Robert Berry e Jay Merelle - furono accusati di due rapine e di diversi attentati contro delle banche, un giornale e presso un ufficio Planned Parenthood nello Stato di Washington. Gli uomini erano teorici dell'identità cristiana antisemita fermamente convinti che i loro attacchi violenti fossero la volontà di Dio e si dicevano certi che tali azioni avrebbero accelerato l'ascesa della razza ariana.
Gary Matson e Winfield Mowder erano una coppia gay di Redding, in California, che fu uccisa dalla coppia di fratelli suprematisti bianchi Benjamin Matthew Williams e James Tyler Williams nel 1999. I fratelli Williams confessarono di aver ucciso la coppia perché omosessuale. I vicini dichiararono che la famiglia era nota per le sue credenze fondamentaliste cristiane e che delle registrazioni di sermoni e musica religiosa venivano spesso sentite dalla loro casa.